# 小野滋蔭
小野 滋蔭（おの の しげかげ）は、平安時代前期の貴族・歌人。官位は従五位下・掃部頭。 

## 経歴
宇多朝の仁和4年（888年）従五位下・大蔵少丞に叙任される。その後、寛平3年（891年）周防守、寛平5年（893年）3月信濃介と地方官を務めるが、同年4月には掃部頭に任ぜられ京官に復している。寛平8年（896年）卒去。
勅撰歌人として、和歌作品1首が『古今和歌集』に採られている。

## 官歴
『古今和歌集目録』による。
- 仁和4年（888年） 2月10日：大蔵少丞。11月25日：従五位下
- 寛平3年（891年） 正月30日：周防守
- 寛平5年（893年） 3月15日：信濃介。4月29：掃部頭
- 寛平8年（896年） 日付不詳：卒去